# بلدة ساليم (كانساس)
بلدة ساليم هي واحدة من اثنتي عشرة بلدة في مقاطعة ألين، كانساس، الولايات المتحدة. اعتبارًا من تعداد 2010، كان عدد سكانها 249.

## روابط خارجية
- US-Counties.com
- مدينة سيتي.كوم